# الأكاديمية البريطانية
الأكاديمية البريطانية (British Academy) هي الأكاديمية الوطنية للمملكة المتحدة عن الإنسانيات والعلوم الاجتماعية. أسست بقرار ملكي في 1902 وعدد زملائها الآن أكثر من 800 عالم، وهي مستقلة وذاتية الحكم.
يدل الاختيار في زمالة الأكاديمية على تميز علمي عال في أحد فروع الإنسانيات أو العلوم الاجتماعية مؤكد بأعمال مطبوعة.

## مواقع خارجية
- الأكاديمية البريطانية
- بوابة بحث موارد الأكاديمية البريطانية